# 延成
延成（えんせい）は、ベトナム莫朝の英宗莫茂洽が使用した元号。1578年 - 1585年。

## 西暦・干支・他元号との対照表
| 延成 | 元年     | 2年     | 3年     | 4年     | 5年      | 6年      | 7年      | 8年      |
| 西暦 | 1578年   | 1579年  | 1580年  | 1581年  | 1582年   | 1583年   | 1584年   | 1585年   |
| 干支 | 戊寅     | 己卯    | 庚辰    | 辛巳    | 壬午     | 癸未     | 甲申     | 乙酉     |
| 黎朝 | 光興元年 | 光興2年 | 光興3年 | 光興4年 | 光興5年  | 光興6年  | 光興7年  | 光興8年  |
| 明   | 万暦6年  | 万暦7年 | 万暦8年 | 万暦9年 | 万暦10年 | 万暦11年 | 万暦12年 | 万暦13年 |